# 英国-伊拉克同盟条约
英国-伊拉克同盟条约是1930年大不列颠及北爱尔兰联合王国与伊拉克王國政府之间簽署的联盟条约。該條約規定英国驻巴格达大使的地位比其他国家外交官更高，伊拉克要聘请英国人担任該國外交官；英籍行政官员可以繼續留在伊拉克；英国可以占用巴士拉附近和巴格达附近的两个空军基地；英军有在伊拉克陆地、领水、领海、领空有自由活动的权利；伊拉克军队必须聘用英国顾问和教官，伊拉克军官必須由英国培养。